# ANNA
АННА — ukraińska grupa muzyczna, pochodząca ze Lwowa. Powstała w 2003 roku z inicjatywy wokalisty Wiktora Nowosiolowa. Wykonuje utwory w stylach hardcore i Nu metal.

## Dyskografia
- 2003 — Proba (nieopublikowany)
- 2006 — Spryjmaj mene (EP)
- 2008 — Karmatrash
- 2008 — Karmatrash (singiel)
- 2010 — Sribna Zmija